# Karasjok
Karasjok (severnosamijsko Kárášjohka severnosamijska izgovorjava: [ˈkʰaːraːʃˌjohka]; Kven Kaarasjoki) je občina v okrožju Troms og Finnmark na Norveškem. Upravno središče občine je vas Karasjok. Druge vasi so Dorvonjárga, Šuoššjávri in Váljohka.
Občina s 5453 kvadratnimi kilometri je druga največja po površini od 356 občin na Norveškem. Karasjok je 247. najbolj naseljena občina na Norveškem z 2584 prebivalci. Gostota prebivalstva v občini je 0,5 prebivalca na kvadratni kilometer, njeno prebivalstvo pa se je v zadnjih 10 letih zmanjšalo za 6,6 %.
Raziskava, ki jo je leta 2000 izvedel Svet za samijski jezik, je pokazala, da 94 odstotkov prebivalstva govori samijski jezik.

## Splošne informacije
Občina Karasjok je bila ustanovljena 1. januarja 1866, ko se je ločila od stare občine Kistrand. Na začetku je Karasjok štel 515 prebivalcev. Občinske meje se od takrat niso spremenile.
1. januarja 2020 je občina postala del novoustanovljenega okraja Troms og Finnmark. Prej je bilo del starega okraja Finnmark.

## Ime
Karasjok je norveška oblika imena severnosamijskega jezika Kárášjohka. Pomen prvega elementa bi lahko bil káráš iz severne samijščine, kar bi lahko pomenilo 'leseni krožnik za hrano' ali iz finščine kara, 'nekaj, kar se lepi'. Zadnji element je johka, kar pomeni 'reka', katerega ekvivalent v finščini je joki.
Ime občine je bilo Karasjok do leta 1990, ko so ga spremenili v Kárášjohka-Karasjok. To je bila tretja občina na Norveškem, ki je dobila ime v samijščini. Leta 2005 je bilo ime ponovno spremenjeno, tako da se lahko uporablja Kárášjohka ali Karasjok.

## Geografija
Občina leži ob zgornjem porečju reke Deatnu / Tana in njenih pritokih: Anárjohka in Kárášjohka. Vključuje velika območja visoke planote Finnmarksvidda. Jezera v regiji so Čorotjávri, Gásadatjávri, Iešjávri in Idjajávri. Rečna dolina je za razliko od planote pokrita z borovim in brezovim gozdom. Južni del občine je del narodnega parka Øvre Anárjohka.

### Podnebje
Karasjok ima tipično subarktično podnebje s hladnimi, dolgimi in suhimi zimami ter kratkimi poletji, ki lahko zaznamujejo topla obdobja. V tem skrajnem severovzhodnem delu Norveške je podnebje veliko bolj celinsko in suho v primerjavi s tipičnim obalnim podnebjem na Norveškem.
Karasjok, ki leži v rečni dolini na tej planoti, je zabeležil najhladnejšo uradno temperaturo na Norveškem: −51,4 °C 1. januarja 1886. Najvišja zabeležena temperatura je bila 32,4 °C julija 1914 na prejšnji vremenski postaji. Najtoplejši mesec v zgodovini je bil julij 2014 s povprečno temperaturo 18,4 °C in povprečno najvišjo dnevno temperaturo 24,8 °C. Najhladnejši mesec v zgodovini je bil februar 1966 s povprečno temperaturo −27,1 °C. Najhladnejši mesec v zadnjih desetletjih je februar 2007 s povprečno −20,9 °C in povprečno najnižjo dnevno temperaturo −26,9 °C.

### Narava
Ptičje življenje v tej občini je značilno za regijo. Kopenski habitati Finnmarksvidda so znani po bogatem ptičjem življenju z vrstami, kot je modri slavec (Luscinia svecica), ki imajo najraje območja z grmičevjem. Reko Tano, ki teče tudi skozi Karasjok in številne druge vrste, ki jih najdemo v višjih predelih, jo uporabljajo kot selitveno pot.
Konec leta 2022 naj bi bilo v občini 16 medvedov.

## Gospodarstvo
Večina ljudi živi v vasi Karasjok (Kárášjohka). Vas je sedež Sámediggi, samijskega parlamenta na Norveškem, pa tudi samijskega oddajanja, tukaj pa je tudi več samijskih ustanov (javnih in zasebnih), vključno  Davvi Girji, največji samijski založnik. Približno 80 % prebivalstva govori samijsko, oba jezika imata enak status v občini.

### Turizem
Znamenitosti so samijski parlament, Samediggi, samijski muzej in stara cerkev Karasjok iz leta 1807. Samijski parlament je leta 1989 odprl kralj Olaf V. Norveški, prvi predsednik samijskega parlamenta je bil Ole Henrik Magga iz Kautokeina. Več kot osem let je bil predsednik. Stara cerkev Karasjok je najstarejša luteranska cerkev v nekdanjem okrožju Finnmark. Cerkev je danes premajhna, zato je bila zgrajena nova, večja, lesena cerkev Karasjok, ki se zgleduje po samijski arhitekturi. Karasjok je tudi kraj, kjer je znana duodji, samijska obrt.

### Duodji
Duodji je tradicionalna samijska obrt, ki sega v čas, ko so bili Samiji veliko bolj izolirani od zunanjega sveta kot danes. Orodja, oblačila in dodatki duodji naj bi bili predvsem funkcionalni, lahko pa vključujejo tudi umetniške elemente. Nekateri primeri so noži, etuiji, ženske torbice, lesene skodelice in oblačila. Predmeti duodji so bili narejeni za uporabo v vsakodnevnem delovnem okolju.
Tradicionalno je bilo samijsko ročno delo razdeljeno na dve podskupini, moško in žensko ročno delo. Moški so pri izdelavi večinoma uporabljali les in rogovje ter druge kosti severnih jelenov, ženske pa usnje in korenine. Tradicionalne barve so rdeča, zelena, modra in rumena.
Tradicionalna noša, gákti, je velikega kulturnega pomena in se uporablja predvsem za poroke, pogrebe, birme in druge kulturne dogodke. Videz gáktija se razlikuje od kraja do kraja in je običajno daljši v južnem Sápmiju kot na severu. Za izdelavo gákti so tradicionalno uporabljali usnje, vrvice in volno. Danes pa se lahko uporablja tako žamet kot svila.

## Cerkev
Norveška cerkev ima eno župnijo (sokn) znotraj občine Karasjok. Je del Indre Finnmark prosti (dekanije) v škofiji Nord-Hålogaland.